# Rivoli
Rivoli är en stad och kommun i storstadsregionen Turin, innan 2015 provinsen Turin, i regionen Piemonte, Italien. Kommunen hade 48 629 invånare (2017).